# Euryusa coarctata
Euryusa coarctata – gatunek chrząszcza z rodziny kusakowatych i podrodziny rydzenic. 
Gatunek ten opisany został po raz pierwszy w 1845 roku przez Johanna Christiana Friedricha Märkela.
Chrząszcz o wydłużonym ciele długości od 3 do 3,2 mm. Wierzch ciała porasta niezbyt wyraźne owłosienie. Głowa jest rdzawobrązowa. Czułki mają kolor żółtorudy lub jasnordzawoczerwony; przedostatni człon jest wyraźnie szerszy niż dłuższy. Przedplecze jest 1,75 raza szersze niż dłuższe, znacznie szersze od głowy, najszersze pośrodku lub za środkiem długości i stamtąd zwężone tylko ku przodowi, ubarwione jasnordzawobrązowo. Tylna jego krawędź jest lekko wypukła, a tylne kąty niemal proste. Punkty na przedpleczu są bardzo drobne, chropowate, gęsto rozmieszczone. Pokrywy są jasnordzawobrązowe, znacznie węższe niż przedplecze, po bokach ostrą fałdką obrzeżone. Odnóża mają kolor rudożółty do jasnordzawoczerwonego. Odwłok jest jasnordzawobrązowy, co najwyżej z ciemniejszym piątym tergitem. Punktowanie na tergitach od pierwszego do trzeciego jest drobne i umiarkowanie gęste, na tergicie czwartym i piątym zaś rozproszone, nadzwyczaj drobne i słabo dostrzegalne. Samiec ma na piątym tergicie podłużny kil.
Gatunek palearktyczny, europejski. Znany jest z Francji, Niemiec, Szwajcarii, Austrii, Szwecji, Słowacji i Czech. Na „Czerwonej liście gatunków zagrożonych Republiki Czeskiej” umieszczony jest jako gatunek krytycznie zagrożony wymarciem (CR).